# Dashgin Gulmammadov
Dashgin Gulmammad-oglu Gulmammadov (Azerbaijani Gülməmmədov Daşqın Gülməmməd-Oglu, carga გულმამედოვი დაშგინ გულმამედ - ოკლი;) é líder dos turcos na Geórgia, romancista, poeta e ensaísta.

## Fonte
- Daşqın Gülməmmədovun bioqrafiyası - www.adam.az
- GAMA-NIN YENİ PREZİDENTİ SÇİLİB - www.pia.az
- Gürcistan Türklerinden tarihi birleşme - www.sonkale.org
- Gürcüstan Türkləri Konfederasiyası təsis edilib - www.axar.az
- Daşqın Gülməmmədov - RÜBAİLƏR
- Daşqın Gülməmmədov - Şeirlər[ligação inativa]